# Джоу Бенавідес
Джоу Бенавідес (ісп. Jhow Benavídez, нар. 2 грудня 1995, Ель-Порвенір) — гондураський футболіст, півзахисник клубу «Реал Еспанья».
Виступав, зокрема, за олімпійську збірну Гондурасу.

## Клубна кар'єра
У дорослому футболі дебютував 2012 року виступами за команду клубу «Реал Еспанья», кольори якої захищає й донині.

## Виступи за збірні
2015 року залучався до складу молодіжної збірної Гондурасу. На молодіжному рівні зіграв у 3 офіційних матчах.
2016 року захищав кольори олімпійської збірної Гондурасу. У складі цієї команди провів 6 матчів. У складі збірної — учасник футбольного турніру на Олімпійських іграх 2016 року у Ріо-де-Жанейро.
2016 року дебютував в офіційних матчах у складі національної збірної Гондурасу. Наразі провів у формі головної команди країни 1 матч.

## Титули і досягнення
- Переможець Центральноамериканських ігор: 2013